# Brunfläckig spindling
Brunfläckig spindling (Cortinarius patibilis) är en svampart. Brunfläckig spindling ingår i släktet Cortinarius och familjen spindlingar.  Arten är reproducerande i Sverige.

## Underarter
Arten delas in i följande underarter:
- scoticus
- patibilis